# Prínia esparverenca
La prínia esparverenca (Prinia bairdii) és una espècie d'ocell passeriforme del gènere prinia que pertany a la família Cisticolidae pròpia de l'Àfrica equatorial.

## Taxonomia
Va ser descrita científicament el 1855 per l'ornitòleg nord-americà John Cassin amb el nom binomial de Drymoica Bairdii. Posteriorment es va traslladat al gènere Prinia.

## Subespècies
Actualment es reconeixen tres subespècies:
- P. b. bairdii (Cassin, 1855) - s'estén des del sud-est de Nigèria al riu Congo i des de l'est de la República Democràtica del Congo a l'oest d'Uganda;
- P. b. heinrichi (Meise, 1958) - es localitza al nord-oest d'Angola.
- P. b. melanops - localitzada a l'oest de la Gran Vall del Rift, a Kenya

Hi ha qui la classifica com una espècie separada de la prínia caranegra (Prinia melanops) però s'aconsella revisar l'estat de l'espècie.

## Distribució i hàbitat
Es troba als boscos humits tropicals d'Àfrica central i la regió dels Grans Llacs d'Àfrica.